# Tokhom Geldi
Tokhom Geldi é uma cidade do Afeganistão, localizada na província de Balkh.